# Presidente (parlamento)
Il presidente del parlamento è una carica prevista dagli ordinamenti di carattere parlamentare.
Nell'ordinamento italiano, dotato di due distinte camere, ciascuna delle quali ha un proprio presidente, quando i due rami si riuniscono in seduta comune, la carica di presidente del parlamento è ricoperta dal presidente della Camera dei deputati.  Il presidente della Camera dei deputati è la terza carica dello stato italiano (come stabilito dal decreto del presidente del Consiglio dei ministri 14 aprile 2006).
Cariche simili esistono nelle principali nazioni o federazioni moderne (come, per esempio, nell'Unione europea).
Negli ordinamenti di origine anglosassone il presidente assume il nome di speaker inteso come colui che organizza il dibattito in aula e concede la parola ai rappresentanti.